# Adrian Uter
Adrian Carlos Uter (Queens, 27 ottobre 1984) è un cestista statunitense naturalizzato giamaicano, che gioca come ala grande e centro.

## Carriera
A livello giovanile ha giocato prima alla Springfield GardensHigh School nel Queens e poi al Broward Community College, in Florida. Viene quindi notato dalla Hofstra University, dove gioca due anni, chiudendo nel 2006 da senior a 9,3 punti e 7,8 rimbalzi di media.
Esordisce in Europa nell'autunno 2006 con gli austriaci Swans Gmunden e la stagione successiva nella Pro B francese con il Saint-Vallier. Nel marzo 2008 passa al Illiabum Clube, in Portogallo, con cui conclude la stagione.
Si trasferisce quindi in Israele: prima al Hap. Lev HaSharon, poi all'Habik'a (con cui vince la Liga Leumit, la seconda serie israeliana), e poi all'Hapoel Tel Aviv.
Esordisce infine nel 2011 in prima serie, la Ligat ha'Al, con il Maccabi Rishon LeZion, con cui nel 2011-2012 chiude la stagione regolare al 3º posto e arriva fino alla semifinale playoff.
Nel giugno 2013, conclusi i playoff con il Rishon, si trasferisce ai Caciques de Humacao, nel campionato portoricano, per concludere lì la stagione.
Il 24 luglio viene ufficializzato il suo trasferimento alla Pallacanestro Cantù.

## Palmarès

### Squadra
- Leaders Cup: 1

Monaco: 2016
- Match des Champions: 1

ASVEL: 2016

### Individuale
- MVP Match des champions:1

ASVEL: 2016